# James Rainwater
Leo James Rainwater (ur. 9 grudnia 1917 w Council w stanie Idaho, zm. 31 maja 1986 w Nowym Jorku) – amerykański fizyk, noblista.

## Życiorys
Studiował na California Institute of Technology, a stopień doktora uzyskał na Columbia University w roku 1946. W czasie II wojny światowej brał udział w pracach nad Projektem Manhattan – programem budowy amerykańskiej bomby atomowej.
Zajmował się badaniami struktury jądra atomowego. W roku 1949 rozpoczął formułowanie teorii zakładającej m.in., że nie wszystkie jądra atomowe są sferyczne, jak wówczas zakładano. Teorię tę potwierdzili eksperymentalnie w latach 50. XX wieku duńscy fizycy Aage Niels Bohr i Benjamin Mottelson. W roku 1975 wszyscy trzej otrzymali Nagrodę Nobla w dziedzinie fizyki za odkrycie związku między ruchem kolektywnym i ruchem jednocząstkowym i rozwinięcie teorii budowy jąder atomowych oparte na tym związku.